# La montaña Sainte-Victoire vista desde Bellevue
La montaña Sainte-Victoire vista desde Bellevue es un cuadro del pintor francés Paul Cézanne. Está realizado en óleo sobre lienzo. Mide 73 cm de alto y 92 cm de ancho. Fue pintado hacia 1885. Se encuentra actualmente en la Barnes Foundation de Pensilvania (Estados Unidos), donde se exhibe con el título de Mont Sainte-Victoire seen from Bellevue.
Pertenece al género del paisaje. El tema de la pintura es la montaña Sainte-Victoire en Provenza en el sur de Francia. Cézanne pasó mucho tiempo en Aix-en-Provence en aquella época, y desarrolló una relación especial con el paisaje. Esta montaña en particular, que destacaba en el paisaje que lo rodeaba, la podía ver desde su casa, y la pintó en numerosas ocasiones.
La pintura muestra claramente el proyecto de Cézanne de dar orden y claridad a escenas naturales, sin abandonar el realismo óptico del impresionismo. Tanto la luz como los colores de la pintura dan la impresión de una plantilla que no está impuesta a la naturaleza, sino que está allí de forma natural.